# 't Juffertje

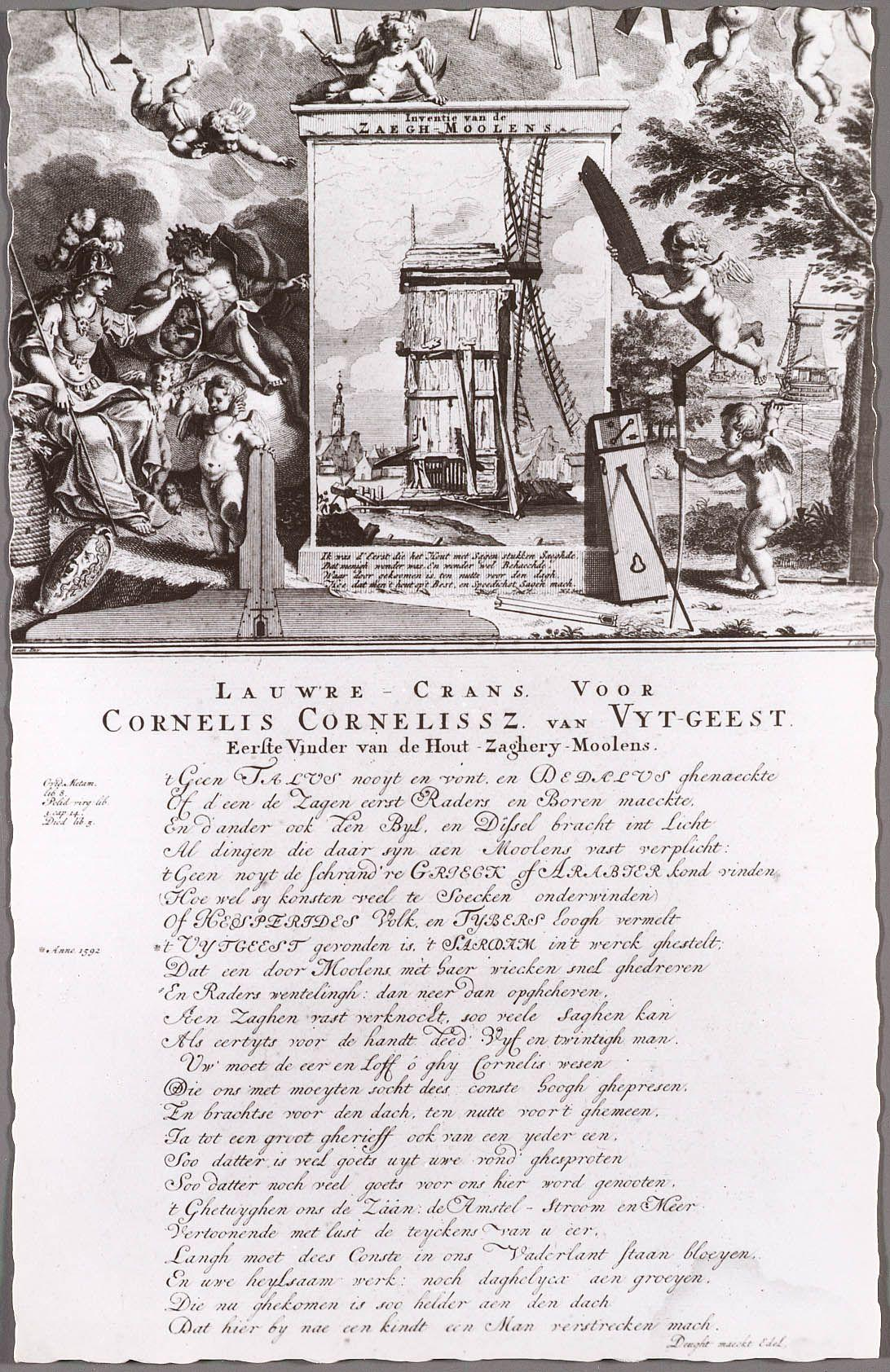
17e-eeuwse prent ter herinnering aan de uitvinding van de zaagmolen, met een afbeelding van 't Juffertje

 't Juffertje is de naam van de eerste houtzaagmolen gebouwd door Cornelis Corneliszoon van Uitgeest.
Op 15 december 1593 werd door de Staten van Holland en West Friesland octrooi verleend voor een windmolen waarmee hout kan worden gezaagd aan Cornelis Corneliszoon. Uit de tekst van het octrooi valt af te leiden dat hij al voor die tijd een houtzaagmolen had gebouwd en in bedrijf had gehad. In het octrooi zijn twee geheel verschillende afbeeldingen van een molen te zien en de afbeelding van een driehoekig vlot.
Aannemelijk is dat hij zijn eerste houtzaagmolen bouwde in 1592. Dit moet een kleine wip-watermolen zijn geweest met een vlucht van 11 à 12 meter. De horizontale as, waarop normaliter het waterrad wordt aangebracht, is aangepast en verlengd om een zaaginstallatie aan te drijven. De vorm van deze kleine wipmolen bezorgde de molen de naam  't Juffertje, een naam die overging op de latere molens.
Het zaagraam van de losstaande zaaginstallatie bevatte twee zagen. Door het zaagraam reed een zaagwagen met daarop de te zagen boomstam. Door middel van een groot ijzeren rad - of door middel van meerdere ijzeren raderen - werd de zaagwagen voortbewogen.
In 1594 werd een experimentele molen op een 'vlot' gebouwd. Dit vlot was mogelijk 64 voet lang, 36 voet breed en 4 voet hoog. De vorm lijkt op een driehoek waarvan de basishoeken zijn afgesneden. Deze vlakke stukken waren mogelijk 12 voet breed waardoor een zaagvloer werd gevormd. Het vlot lag in Uitgeest voor de zagerij van Cornelis van Uitgeest en lag met de 'tophoek' afgemeerd aan een paal. Op deze wijze was de molen zelfkruiend.
In tegenstelling tot de landmolen van 1592 bevond de krukas zich nu in de molen en wel bovenin, in het verlengde van de molenas die daartoe horizontaal lag. De vlotmolen was nog steeds uitgerust met een enkel zaagraam en ook werd nog steeds gebruikgemaakt van ijzeren raderen om de zaagwagen voort te bewegen.
Alleen bij oostenwind lag het vlot met de lange zijde voor de wal en het is aannemelijk te maken dat het werken met de vlotmolen niet voldeed en dat om deze reden de molen weer werd verkocht.
De vlotmolen werd in het voorjaar van 1596 van Uitgeest naar Zaandam vervoerd en aldaar op het land opgesteld. Hier vonden in de erop volgende jaren door Dirk Sybrands en na hem Lou Jongeboer diverse verbeteringen plaats. Deze bestonden mogelijk uit een vergrote vlucht en het toepassen van een meerslags krukas met 3 bochten. Ook verloor de zaagwagen haar wielen en werd zo een zaagslede. De ijzeren raderen die voor een constante beweging van de zaagwagen hadden gezorgd, werden vervangen door rondsel en een krabbelrad. Na diverse verbeteringen is zodoende uit de vlotmolen de paltrokmolen ontstaan.